# Dluthach mac Fithcheallach
Dluthach mac Fithcheallach (... – 738) è stato sovrano del regno di Hy-Many dal 711 al 738.
Gli Annali dei Quattro Maestri collocano la sua morte nel 738.